# Driepuntsblinker
De driepuntsblinker (Heliophanus tribulosus) is een spinnensoort in de taxonomische indeling van de springspinnen (Salticidae).
Het dier komt uit het geslacht Heliophanus. Heliophanus tribulosus werd in 1868 beschreven door Eugène Simon.